# Андретти, Джон
Джон Эндрю Андретти (англ. John Andretti; 12 марта 1963 — 30 января 2020) — американский автогонщик. За свою карьеру он выигрывал индивидуальные гонки в CART, IMSA GTP, Rolex Sports Car Series и NASCAR. Он был сыном Альдо Андретти, старшего брата гонщика Адама Андретти, племянника Марио Андретти и двоюродного брата чемпиона IndyCar Майкла и Джеффа Андретти.

## Юность
Джон Андретти родился 12 марта 1963 года в Бетлехеме, штат Пенсильвания, в семье «Корки» и Альдо Андретти. Как член знаменитой гоночной семьи Андретти, ему была предначертана гоночная карьера. Начав с картов в молодом возрасте, он вовремя перешёл к младшим серийным автомобилям и карликам USAC.
Андретти окончил Моравский колледж со степенью в области управления бизнесом и позже подумал, что он был бы инвестиционным банкиром или биржевым маклером, если бы не начал участвовать в гонках. Он начал участвовать в гонках на настоящих спортивных автомобилях в 1984 году. Андретти присоединился к команде BMW North America в течение полного сезона IMSA GTP в 1986 году. В том же году он выиграл в Уоткинс Глен в паре с Дэви Джонсом.

## CART
Андретти присоединился к PPG Indy Car World Series (CART) в 1987 году, получив награду «Новичок года». Во время своего дебюта на автодроме Индианаполис Мотор Спидвей в 1988 году он достиг седьмого места, прежде чем механические проблемы вынудили его финишировать 21-м. В 1991 году он выиграл единственную гонку в своей карьере CART-Гран-при Голд-Коста в Surfer’s Paradise, Австралия. В 1991 году финишировал пятым на гонке Индианаполис. Инди 1994 года был его последним участием в этой гонке до 2007 года.

## NASCAR

### 1993—1999
Андретти дебютировал в Кубке Уинстона в 1993 году. Он управлял Tex Racing Chevy № 72 за Tex Powell на трассе North Wilkesboro Speedway, где стартовал 31-м и финишировал 24-м. После трех гонок в 1993 году он начал сезон 1994 года за рулем Chevy № 14, спонсируемого Financial World, для Билли Хагана. 29 мая он стал первым в истории гонщиком, который в один день участвовал в гонках Indianapolis 500 и Coca-Cola 600. Он финишировал десятым в Инди и тридцать шестым в Coca-Cola 600 после механических поломок. В середине сезона он переключился на Pontiac for Petty Enterprises № 43, спонсируемый STP. Его лучшим результатом было одиннадцатое место на гоночной трассе Richmond International Raceway. Он закончил сезон тридцать вторым по очкам и пятым в битве «Новичок года».
В 1995 году он начал водить Майкла Кранефусса на Ford Thunderbird № 37, спонсируемом Kmart / Little Caesars. Он выиграл свой первый поул в карьере на Southern 500 и пять раз финишировал в первой десятке. Он закончил сезон восемнадцатым по очкам. В течение сезона 1996 года он перешел на Ford № 98, спонсируемый RCA, принадлежащий Кейлу Ярборо (в то время как Джереми Мэйфилд, предыдущий водитель автомобиля № 98, перешел в команду Кранефусса). Он занял пятое место на Hanes 500 и дважды попал в десятку лучших. В 1997 году он одержал свою первую победу в карьере на Pepsi 400 и занял 23-е место по очкам. Он вернулся в автомобиль № 43 Petty в 1998 году. Хотя он не выигрывал ни одной гонки в том сезоне, он все же финишировал десятью десятками лучших и занял одиннадцатое место по очкам в карьере. Он выиграл свою вторую гонку в карьере в 1999 году на трассе Мартинсвилл Спидвей, где преодолел пропущенный круг и лидировал с четырьмя кругами до финиша. Он также выиграл поул на Phoenix International Raceway.

### 2000—2005
В середине сезона 2000 года Cheerios стал главным спонсором Андретти. Это было предвестником перехода Petty Enterprises на Dodge в качестве производителя, и с командой, выполнявшей двойную задачу, пытаясь сохранить Pontiacs, на которых они в настоящее время участвовали, и подготовить Dodges, которые поступали, дела в организации начали разваливаться. Он упал до 23-го места после того, как дважды финишировал в первой десятке. В течение следующих двух сезонов Андретти трижды финишировал в первой десятке, включая заметную секунду в Бристоле, где он финишировал вторым после Эллиота Сэдлера (это был последний финиш 1-2 для Petty Enterprises и Wood Brothers Racing., Прежде чем он был освобожден на полпути. Сезон 2003 г. Он провел несколько гонок для Haas CNC Racing и Richard Childress Racing, прежде чем закончить сезон на Chevy № 1, спонсируемом Пеннзойлом, для Dale Earnhardt, Inc. Его лучшим результатом в этом году стало восьмое место в Калифорнии.
Андретти начал сезон 2004 года за руль № 1 в DEI, но ушел в середине сезона. Он закончил год за рулем Ford Taurus № 14, спонсируемого брендом Victory, для ppc Racing и занял двадцать второе место на Charlotte Motor Speedway. Андретти начал 2005 год, по-прежнему работая с ppc, но команда была вынуждена распустить из-за отсутствия финансирования. Он участвовал в четырех гонках серии Craftsman Truck Series для Billy Ballew Motorsports и финишировал восьмым в Memphis Motorsports Park. Он также предпринял несколько попыток заездов на кубок для Chevrolet, спонсируемого Lucas Oil, № 4 компании Morgan-McClure Motorsports, финишировав двадцать восьмым на Michigan International Speedway, отстав на один круг.

### 2006—2010
В 2006 году Андретти вернулся в PPC, чтобы водить свой автомобиль серии № 10 Busch. Перед началом сезона его единственный старт в Буше состоялся в 1998 году в Дайтоне, где он финишировал тринадцатым на Chevy № 96, выставленном Curb Agajanian Performance Group. Несмотря на то, что Андретти провел более трехсот стартов в Кубке с двумя победами, он подал заявку и был принят в качестве претендента на звание Новичка года. Он занял второе место после Дэнни О’Куинна за награду.

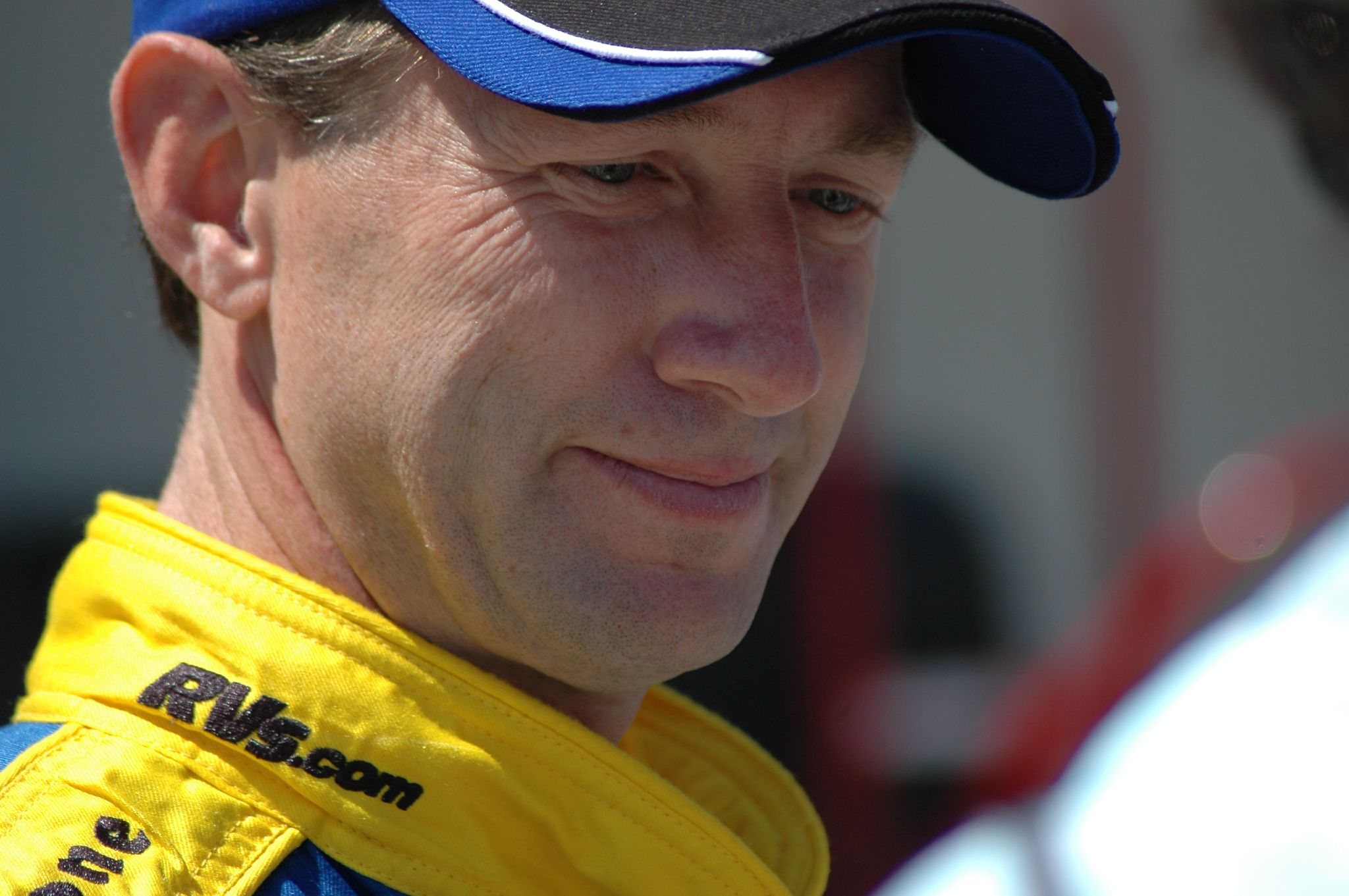
Андретти в 2007

В 2007 году Андретти управлял автомобилем № 10 в команде Braun Racing в Дейтоне. По инициативе известного предпринимателя Маркуса Лемониса его спонсорами стали FreedomRoads / Camping World / RVs.com, которые тесно сотрудничали с PPC Racing. Когда финансирование команды оказалось под вопросом, Андретти покинул Braun Racing. В 2007 году команда использовала различных гонщиков, пытаясь сохранить тандем из двух автомобилей. Андретти провёл четыре гонки за Petty Enterprises на машине № 45, где он заменил Кайла Петти, который работал телеведущим для освещения гонок на Turner Network Television. Он также некоторое время подрабатывал водителем Front Row Motorsports. Джон закончил сезон в гонке с парализованными ветеранами на машине № 49 Dodge из команлы BAM Racing.
Андретти выступал за Front Row Motorsports в 2008 году на Chevrolet Impala SS № 34 в серии Sprint Cup. Он пробился в Daytona 2008 года во второй гонке Gatorade Duel. Он участвовал в первых десяти гонках сезона из серии 34, прежде чем уйти, чтобы сосредоточиться на своей команде IndyCar.
Андретти вернулся в гонку 34 в 2009 году в результате партнерства между Front Row и Earnhardt Ganassi Racing. Номер 34 спонсировался Window World, и Taco Bell. В 2010 году он не ездил на постоянной основе, но в гонке Front Row Motorsports, заняв 34-е место, занял 38-е место после аварии на 117-м круге Daytona 500, его последней гонке в NASCAR.

### NASCAR Cup Series All Star race
| Year     | Age      | Races    | Win | T5 | T10 | Pole | Laps   | Led | Earnings   | Rank | AvSt | AvFn | RAF | LLF | DNQ | WD |
| -------- | -------- | -------- | --- | -- | --- | ---- | ------ | --- | ---------- | ---- | ---- | ---- | --- | --- | --- | -- |
| 1993     | 30       | 4 of 30  | 0   | 0  | 0   | 0    | 874    | 0   | 24,915     | 50   | 36.0 | 33.5 | 2   | 0   | 1   | 0  |
| 1994     | 31       | 29 of 31 | 0   | 0  | 0   | 0    | 7508   | 41  | 391,920    | 32   | 23.0 | 28.1 | 17  | 1   | 1   | 0  |
| 1995     | 32       | 31 of 31 | 0   | 1  | 5   | 1    | 8412   | 77  | 593,542    | 18   | 21.5 | 21.3 | 24  | 7   | 0   | 0  |
| 1996     | 33       | 30 of 31 | 0   | 2  | 3   | 0    | 7850   | 32  | 688,511    | 31   | 20.7 | 25.7 | 19  | 7   | 1   | 0  |
| 1997     | 34       | 32 of 32 | 1   | 3  | 3   | 1    | 9334   | 135 | 1,143,725  | 23   | 23.0 | 23.6 | 29  | 6   | 0   | 0  |
| 1998     | 35       | 33 of 33 | 0   | 3  | 10  | 1    | 9181   | 137 | 1,838,379  | 11   | 15.9 | 17.9 | 29  | 17  | 0   | 0  |
| 1999     | 36       | 34 of 34 | 1   | 3  | 10  | 1    | 8526   | 238 | 2,001,832  | 17   | 16.6 | 22.1 | 24  | 10  | 0   | 0  |
| 2000     | 37       | 34 of 34 | 0   | 0  | 2   | 0    | 9217   | 11  | 2,035,902  | 23   | 23.6 | 23.6 | 27  | 11  | 0   | 0  |
| 2001     | 38       | 35 of 36 | 0   | 1  | 2   | 0    | 9994   | 53  | 2,873,184  | 31   | 22.5 | 26.6 | 31  | 7   | 1   | 0  |
| 2002     | 39       | 36 of 36 | 0   | 0  | 1   | 0    | 9743   | 22  | 2,954,229  | 28   | 24.8 | 25.3 | 29  | 11  | 0   | 0  |
| 2003     | 40       | 29 of 36 | 0   | 0  | 1   | 0    | 8039   | 4   | 2,577,616  | 38   | 27.2 | 27.1 | 25  | 8   | 0   | 0  |
| 2004     | 41       | 9 of 36  | 0   | 0  | 0   | 0    | 2529   | 1   | 752,386    | 45   | 24.8 | 24.2 | 8   | 3   | 1   | 1  |
| 2005     | 42       | 4 of 36  | 0   | 0  | 0   | 0    | 899    | 0   | 474,613    | 55   | 31.5 | 29.0 | 3   | 0   | 2   | 1  |
| 2007     | 44       | 15 of 36 | 0   | 0  | 0   | 0    | 3812   | 2   | 1,210,283  | 48   | 28.9 | 33.7 | 7   | 2   | 9   | 0  |
| 2008     | 45       | 3 of 36  | 0   | 0  | 0   | 0    | 692    | 1   | 422,213    | 62   | 33.7 | 38.3 | 2   | 0   | 7   | 0  |
| 2009     | 46       | 34 of 36 | 0   | 0  | 0   | 0    | 9630   | 9   | 3,242,543  | 36   | 36.5 | 29.3 | 32  | 8   | 0   | 0  |
| 2010     | 47       | 1 of 36  | 0   | 0  | 0   | 0    | 117    | 0   | 286,779    | 71   | 33.0 | 38.0 | 0   | 0   | 0   | 0  |
| 17 years | 17 years | 393      | 2   | 13 | 37  | 4    | 106357 | 763 | 23,512,572 |      | 23.8 | 25.2 | 308 | 98  | 23  | 2  |

### NASCAR Xfinity Series
| Year    | Age     | Races    | Win | T5 | T10 | Pole | Laps | Led | Earnings  | Rank | AvSt | AvFn | RAF | LLF | DNQ | WD |
| ------- | ------- | -------- | --- | -- | --- | ---- | ---- | --- | --------- | ---- | ---- | ---- | --- | --- | --- | -- |
| 1998    | 35      | 1 of 31  | 0   | 0  | 0   | 0    | 120  | 0   | 18,000    | 93   | 11.0 | 13.0 | 1   | 1   | 0   | 0  |
| 2005    | 42      | 0 of 35  | 0   | 0  | 0   | 0    | 0    | 0   | 0         |      |      | ?    | 0   | 0   | 1   | 0  |
| 2006    | 43      | 35 of 35 | 0   | 1  | 4   | 0    | 6600 | 3   | 1,113,596 | 12   | 22.5 | 20.7 | 34  | 15  | 0   | 0  |
| 2007    | 44      | 1 of 35  | 0   | 0  | 0   | 0    | 26   | 0   | 52,526    | 147  | 5.0  | 39.0 | 0   | 0   | 0   | 0  |
| 4 years | 4 years | 37       | 0   | 1  | 4   | 0    | 6746 | 3   | 1,184,122 |      | 21.7 | 21.0 | 35  | 16  | 1   | 0  |

## Личная жизнь
В апреле 2017 Андретти объявил, что он болен четвёртой стадией колоректального рака. Пройдя курс химиотерапии, в конце года он заявил об излечении. Позже случились два случая рецидива, и Андретти скончался 30 января 2020 года в возрасте 56 лет.
Сын Джаретт (род. 1992) также автогонщик.